# Clàssica Fèmines de Navarra
La Clàssica Fèmines de Navarra és una cursa professional femenina de ciclisme en ruta d'un dia que es disputa anualment per la comunitat autònoma de Navarra. És una de les dues competicions d'un dia que es celebren a Navarra sota el nom en anglès de Navarra Women's Elite Classics.
La primera edició es va disputar al 2019 i fou guanyada per la ciclista australiana Sarah Roy.

## Palmarès
| Any  | Vencedor                 | Segon                    | Tercer                    |
| ---- | ------------------------ | ------------------------ | ------------------------- |
| 2019 | Sarah Roy                | Maria Martins            | Marta Lach                |
| 2020 | Annemiek van Vleuten     | Elisa Longo Borghini     | Maria Giulia Confalonieri |
| 2021 | Arlenis Sierra Cañadilla | Ruth Winder              | Annemiek van Vleuten      |
| 2022 | Veronica Ewers           | Ane Santesteban González | Kristen Faulkner          |
| 2023 | Riejanne Markus          | Tamara Balabolina        | Ella Wyllie               |
| 2024 | Hannah Ludwig            | Arlenis Sierra Cañadilla | Shirin van Anrooij        |
| 2025 |                          |                          |                           |